# 필립보 네리
성 필립보 네리(라틴어: Sanctus Philippus Neri, 이탈리아어: San Filippo Neri 1515년 7월 22일 - 1595년 5월 25일)는 이탈리아 가톨릭교회의 재속 사제로 오라토리오회의 창설자이다. 흔히 ‘로마의 사도’라는 별명으로 불린다.

## 유년 시절
필립보 네리는 피렌체 태생으로 공증인이자 귀족이었던 프란체스코와 그의 아내 루크레치아 다 모스치아노의 아들로 태어났다. 필립보 네리는 어렸을 때부터 검소하게 자랐으며 산마르코 도미니코회 수도원의 수사들에게서 교육을 받았다. 18세 때, 필립보 네리는 부유한 숙부 로몰로의 사업을 돕기 위해 그가 사는 마을인 산제르마노로 갔다. 또한 숙부에게는 아들이 없었기 때문에 장차 숙부의 재산을 물려받으리라는 희망도 갖고 있었다. 필립보 네리는 숙부의 신임과 애정을 받았지만, 나중에 마을 인근에 있는 베네딕토회의 몬테카시노 수도원을 방문하면서 그곳 수사들의 가난의 삶을 보고 깊은 감명을 받게 되었다. 이후 필립보 네리는 성경의 부자 청년에 대한 이야기를 자주 묵상했다고 한다. “너에게 부족한 것이 하나 있다. 가서 가진 것을 팔아 가난한 이들에게 주어라. 그러면 네가 하늘에서 보물을 차지하게 될 것이다. 그리고 와서 나를 따라라.” 필립보 네리는 결국 평생 동안 보장된 부유한 삶을 포기하고 1533년에 로마로 훌쩍 떠났다.

## 전교 활동과 오라토리오회 창설
로마에 당도한 필립보 네리는 갈레오토 카치아라는 피렌체 귀족의 가정교사로 초빙되어 한동안 그의 집에서 신세를 졌다. 2년 후에 그는 아우구스티노회원들의 지도에 따라 3년 동안 신학을 공부하였다. 이어서 그는 소외된 사람들, 즉 로마 길거리의 병자들과 가난한 이들, 매춘부들 속에서 사목 활동을 하였으며, 이로 인해 나중에 사람들에게 ‘로마의 사도’라고 불리게 된다. 1538년부터 필립보 네리는 본격적인 전교 활동을 하기 시작했다. 그는 마치 소크라테스처럼 그는 도시 전체를 구석구석 돌아다니며 사람들과 많이 접촉하였으며, 그들에게 복음을 전하였다.

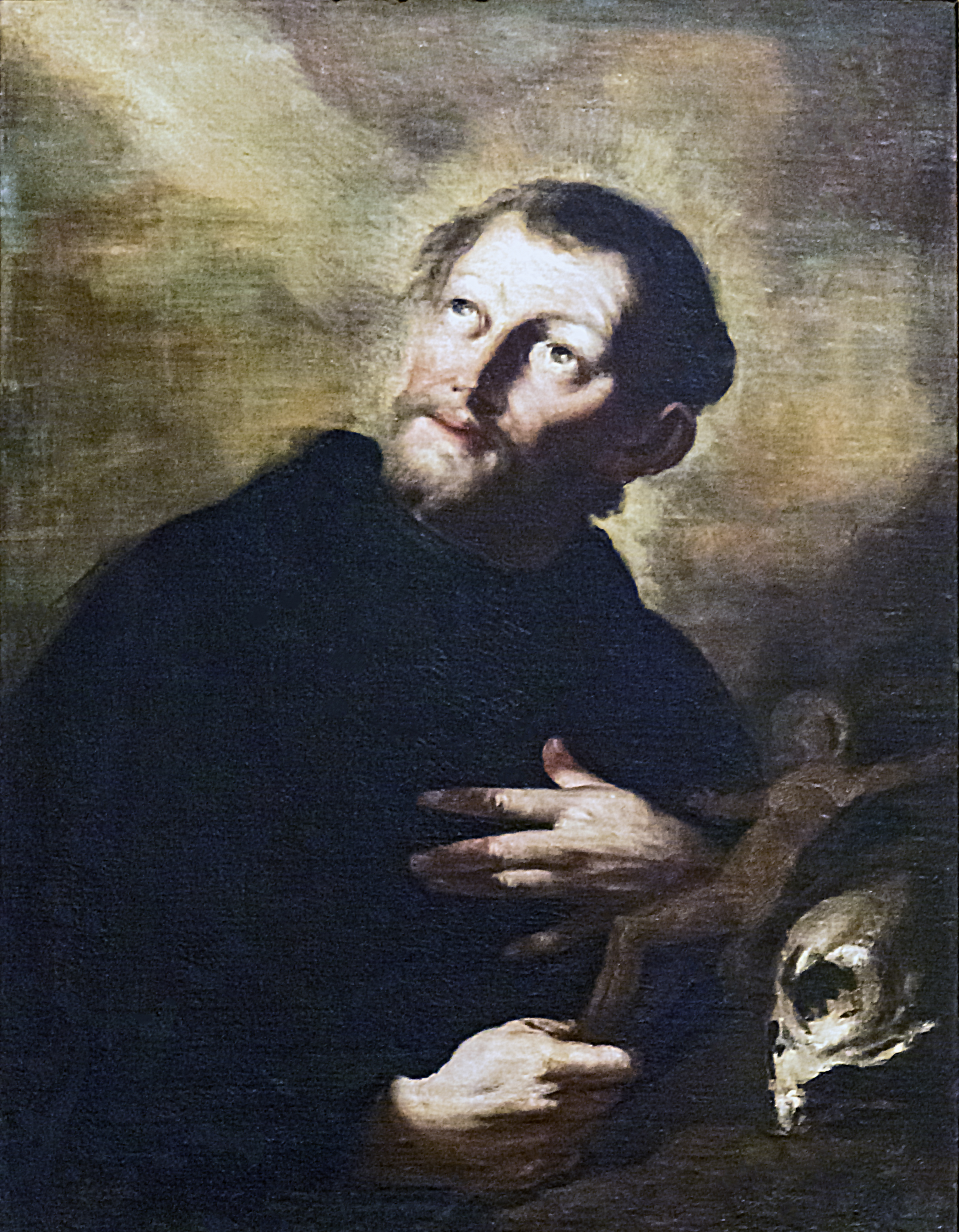
성 필립보 네리

1548년 필립보 네리는 자기의 고해신부인 페르시아노 로사와 함께 ‘지극히 거룩하신 삼위일체 형제회’(Santissima Trinita de' Pellegrini e de' Convalescenti)를 설립하였는데, 지극히 거룩하신 삼위일체 형제회의 주요 목적은 특히 성년 때 로마를 방문하는 수천 명의 가난한 순례자들을 물질적으로 돕는 것이었으며, 또한 병원에서 치료받고 퇴원하기는 했지만 아직 건강을 다 추스르지 못하여 일할 방도가 없는 사람들을 구제하기도 하였다. 또 모금 운동도 전개하였다.
1551년에 필립보 네리는 주위 사람들의 권고를 받아들여 늦은 나이에 부제 서품을 받았으며, 1555년 5월 23일 사제 서품을 받았다. 사제가 된 그는 장차 인도에 가서 선교사로서 활동할 생각이었지만, 로마에서 자신이 해야 할 일이 너무나 많다는 생각을 하고 단념하게 되었다. 1556년 필립보 네리는 몇몇 동료들과 함께 산 지롤라모 델라 카리타 병원에 자리를 잡고 그곳에 오라토리오회라는 작은 기도 모임을 시범적으로 만들어 운영해나가기 시작했다. 오늘날 많은 사람들이 오라토리오를 독창 합창 관현악을 위한 대규모 악곡으로 알고 있지만, 사실 이 오라토리오의 기원은 바로 필립보 네리가 창설한 오라토리오회에 있다. 오라토리오라는 용어는 본래 수도원 혹은 신학교에서 생활하는 사람들을 위한 작은 경당을 의미했다. 그런데 필립보가 이 경당에서 동료 사제들과 영적 모임을 갖고 고해성사를 베풀었고, 모임 명칭도 자연스레 ‘오라토리오회’가 됐다. 이후 교황 그레고리오 13세가 이 모임을 공식 승인했고, 이후 오라토리오가 음악용어로 정착됐다. 오라토리오 모임에서 성경을 감동적으로 느끼기 위해 신비극을 공연하고 노래를 불렀기 때문이다. 이후 오라토리오는 하이든, 비발디, 모차르트에 의해 크게 발전한다.
필립보의 오라토리오회는 처음에는 작게 시작했지만, 시간이 흐르면서 사제들이 참여가 크게 늘기 시작한다. 오라토리오회는 엄격한 생활규율과 청빈을 요구하지 않았다. 별도의 서원도 필요 없었다. 재산 포기와 청빈을 강요하지도 않았다. 오라토리오회는 그저 지금 있는 자리에서 하느님을 만나고, 행복한 사제 생활을 이어갈 수 있는 힘을 줄 뿐이었다. 회원들은 성경을 읽고 함께 기도를 하는 한편, 영성 서적과 성인전을 탐독했다. 그리고 묵상을 나눴다. 그 열매는 소외된 이웃을 위한 헌신, 복음 선포에 대한 열정, 신비 체험에 대한 갈망으로 나타났다. 사제가 쇄신되면서 교회도 쇄신되기 시작했다. 오라토리오회를 통해 로마는 쇄신되고 있었다.

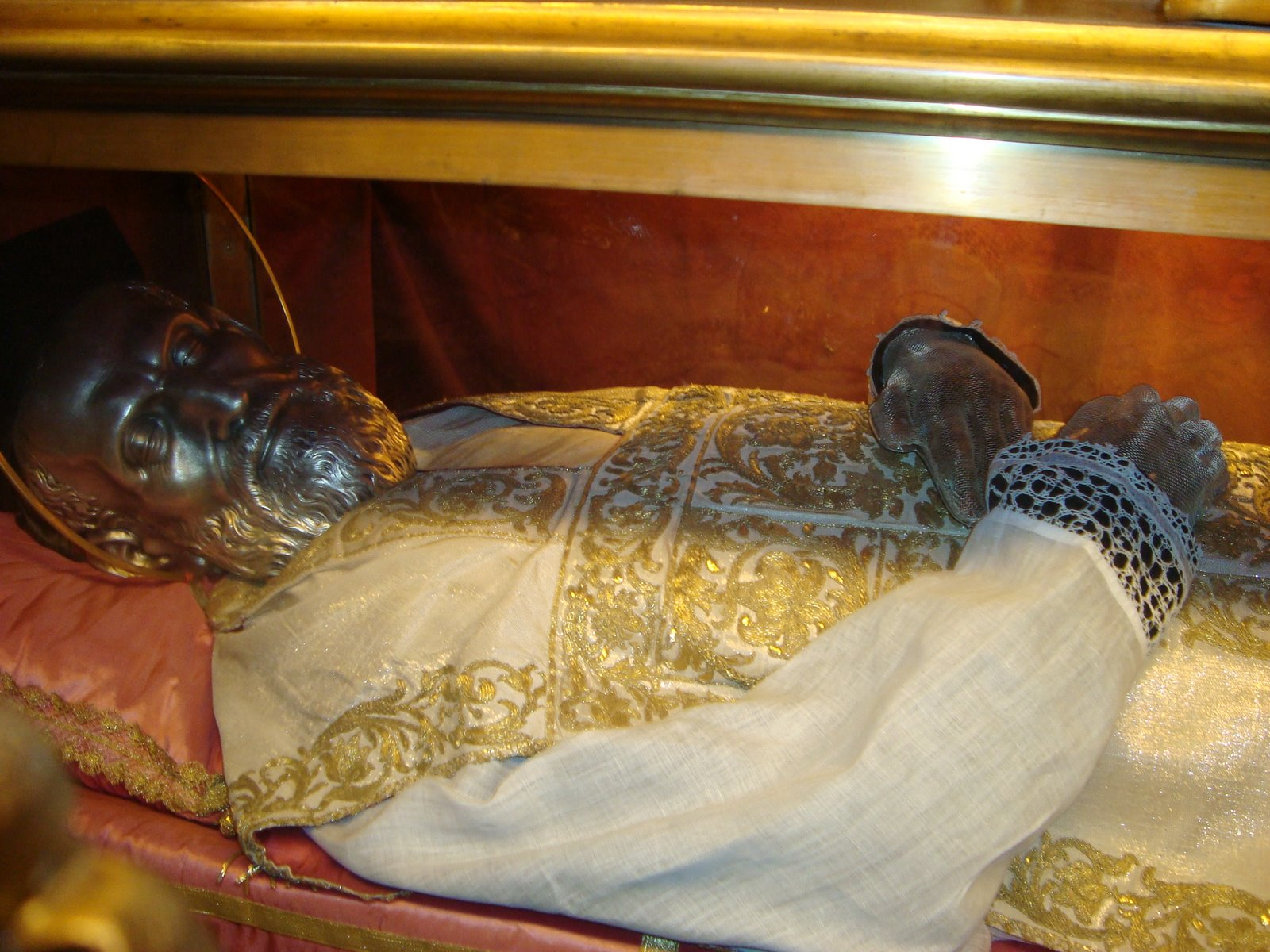
산타 마리아 인 발리첼라 성당에 있는 성 필립보 네리의 유해가 안장된 무덤

## 죽음과 시성
필립보 네리는 1595년 5월 26일 고해소에서 신자들에게 고해성사를 베푸는 것으로 시간을 보낸 후, 하루가 끝날 무렵에 선종하였다. 자정 무렵에 객혈하기 시작한 그는 자신의 죽음을 예견하고 사람들에게 작별 인사를 고한 다음 한 명 한 명에게 모두 축복을 했다. 그리고 하늘을 쳐다보고 입속으로 어떤 기도문을 중얼거렸다. 그리고 선종하였다. 로마의 모든 이들은 “성인께서 돌아가셨다. 위대한 성인께서 돌아가셨다.”라고 말하면서 필립보 네리를 크게 애도하였다.
필립보 네리는 1615년 교황 바오로 5세에 의해 복자로 시복되었으며 1622년 교황 그레고리오 15세에 의해 성인으로 시성되었다. 필립보 네리의 축일은 그의 선종일인 5월 26일로 지정되었다. 성 필립보 네리의 유해는 누오바 성당에 안장되었다.